# Феофилакт (Праведников)
Епископ Феофилакт (в миру Феофан/Феофил Абрамович Праведников; 1812 — 12 января 1869) — епископ Русской православной церкви, епископ Новгород-Северский, викарий Черниговской епархии.

## Биография
Сын священника, родился в 1812 году в селе Рудка (Кромское) Фатежского уезда Курской губернии.
По окончании курса наук в Курской духовной семинарии он в 1833 году поступил в Киевскую духовную академию. В 1837 году, окончив курс со степенью кандидата богословия, поступил на службу учителем Павловского духовного училища. С 29 апреля 1838 года — инспектор того же училища.
25 августа 1838 года переведён учителем в Воронежскую духовную семинарию.
30 ноября 1845 года принял монашество, 5 декабря был сделан иеродиаконом, 6 декабря — иеромонахом и 23 декабря — инспектором Воронежской духовной семинарии. В то же время он исправлял должность ректора и цензора проповедей.
6 августа 1851 года возведён в сан архимандрита и 3 декабря того же года назначен ректором Тамбовской духовной семинарии и настоятелем Козловского третьеклассного монастыря.
16 апреля 1855 года он Всемилостивейше награждён был орденом Святой Анны 2-й степени.
27 мая 1857 года перемещён ректором Херсонской духовной семинарии и назначен настоятелем Одесского Успенского монастыря.
21 апреля 1868 года был удостоен ордена Святого Владимира 3-й степени.
13 октября 1868 года хиротонисан во епископа Новгород-Северского, викария Черниговской епархии. Настоятель Черниговского Елецкого Успенского монастыря.
Скончался на 58-м году от роду, 12 января 1869 года, от нервного удара. Оставил о себе память как о человеке добросердечном.